# Ichfunktion
Ichfunktion ist eine 1987 in Ost-Berlin gegründete Punkband. Sie zählte in der DDR zu den anderen Bands.

## Name
Ich-Funktion ist ein Begriff aus der Psychologie, siehe Ich-Psychologie.

## Bandgeschichte
Ichfunktion entstand 1987, als Sänger und Gitarrist Key Pankonin die Band Die Firma verließ, um mit Frank „Tschaka“ Schacker (Bassgitarre, Gesang), Evi Schaum und Jens-Uwe Haupt (Schlagzeug) aufzutreten. Die Band gehörte zur Punkszene der DDR und gab zahlreiche Konzerte. 1990 nahm Ichfunktion gemeinsam mit Mitgliedern von Freygang und Die Firma an der Besetzung des „Eimers“ in Berlin teil. Schaum und Haupt verließen 1990 die Band, Haupt wurde einige Monate später durch den Schlagzeuger Boxer ersetzt. 1993 fand das Abschiedskonzert statt.

## Diskografie
- 1990: Hobin Rood (MC, Kikeriki Records)
- 1990: Die letzten Tage von Pompeji (LP zusammen mit Freygang und Die Firma, Peking Records)
- 1991: Flucht nach Entenhausen (MC, Kikeriki Records)
- 1992: Die Erde ist eine Scheibe (EP, Kikeriki Records)
- 1993: Abschiedskonzert 30.10.93 (MC, Dizzy Hornet Records)
- 1994: Egotrip (CD, Dizzy Hornet Records)
- 1994: Europa (EP, Dizzy Hornet Records)